# Kościół Wniebowzięcia Najświętszej Maryi Panny i św. Katarzyny Aleksandryjskiej w Redzie
Kościół Wniebowzięcia Najświętszej Maryi Panny i świętej Katarzyny Aleksandryjskiej w Redzie – jedyny rejestrowany zabytek miasta Reda w województwie pomorskim. Należy do dekanatu Reda archidiecezji gdańskiej.

## Historia

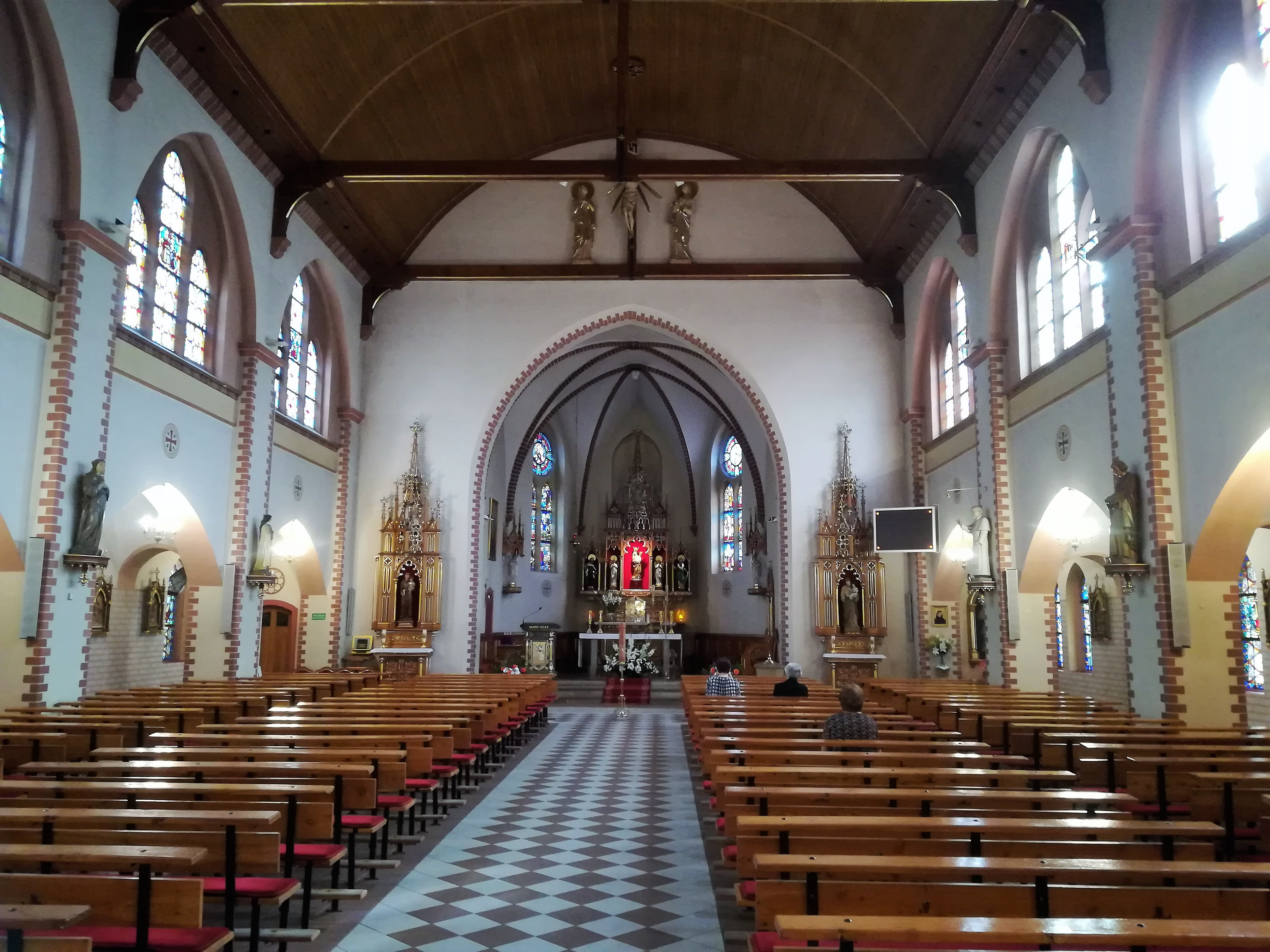
Wnętrze świątyni z ołtarzem

Pierwszą świątynię redzką wzniesiono z drewna w końcu XII wieku z fundacji książąt pomorskich. Świątynia ta znajdowała się w miejscu obecnych sal katechetycznych. Obiekt przetrwał liczne konflikty, w tym potop szwedzki, ale po tej wojnie osada uległa wyludnieniu i kościół zamknięto (parafia została przeniesiona do Rumi). Zamkniętą świątynię strawił pożar pod koniec XVII wieku. Ocalały z niej jedynie dwie figury przedstawiające świętych Piotra i Pawła. Drugi kościół został wzniesiony na przełomie XVIII i XIX wieku z muru pruskiego. Przetrwał on do końca XIX wieku i został rozebrany.
Obecna, trzecia świątynia została wzniesiona w stylu neogotyckim w latach 1901-1903 z funduszy państwowych i parafialnych z powodu gwałtownego rozwoju osady. Konsekrował ją biskup Jakub Klunder w dniu 26 września 1907 roku i nadał wezwanie św. Katarzyny Aleksandryjskiej. Budowla posiada strzelistą wieżę, w której znajduje się dzwonnica. W 1956 roku ówczesny redzki proboszcz, ksiądz Arnold Goetze, wielki czciciel Maryi, poprosił Kazimierza Kowalskiego, biskupa chełmińskiego, o zmianę wezwania świątyni i parafii na pamiątkę ogłoszenia dogmatu o Wniebowzięciu Matki Boskiej. Biskup zgodził się i od 1957 roku kościół i parafia noszą wezwania: Wniebowzięcia Najświętszej Maryi Panny i św. Katarzyny Aleksandryjskiej.

## Tablice pamiątkowe i otoczenie
Na zewnętrznej elewacji umieszczone są trzy tablice pamiątkowe. Dwie z nich upamiętniają mieszkańców Redy poległych na frontach II wojny światowej, a także zamordowanych przez niemieckich faszystów. Trzecia zawiera cytat z kardynała Stefana Wyszyńskiego: Sztuką jest umierać dla Ojczyzny, ale największą sztuką jest dobrze żyć dla niej.
Przy kościele znajduje się kamienna grota maryjna.

## Inspiracja
Kościół jest głównym motywem herbu Redy zatwierdzonego przez uchwałę Rady Miejskiej z dnia 6 lutego 1996 roku.